# Antonius Schulting
Antonius Schulting (Nimega, 23 luglio 1659 – Leida, 12 marzo 1734) è stato un giurista danese.
La guerra d'Olanda costrinse la famiglia a fuggire a Dordrecht e Leida. Schultingh frequentò qui la scuola e si iscrisse all'Università di Leida il 19 settembre 1675. Fu studente di Johann Friedrich Böckelmann e Johannes Voet; inizialmente studiò scienze filosofiche, ma su incoraggiamento del professore di retorica e storia Theodorus Rijcke passò alla facoltà di giurisprudenza. Dopo aver approfondito gli studi a Harderwijk e aver insegnato nella università locale tornò definitivamente a Leida dove divenne uno dei più importanti esponenti della Scuola elegante olandese di diritto, una celebre corrente della scuola culta di stampo umanista. Nel 1717 pubblicò il lavoro dal titolo Iurisprudentia anteiustiniana da molti considerata «una delle migliori edizioni di testi pregiustinianei, ricca di dottissime note storico-critiche». Altre sue opere degne di menzione furono Dissertationes de recusatione iudicis (edita nel 1708), Enarratio partis primae Digestorum (del 1720), Notae ad veteres glossas verborum iuris in Basilicis.